# 1637 Swings
Swings (asteróide 1637) é um asteróide da cintura principal com um diâmetro de 45,15 quilómetros, a 2,9308143 UA. Possui uma excentricidade de 0,0453146 e um período orbital de 1 964,67 dias (5,38 anos).
Swings tem uma velocidade orbital média de 16,99920951 km/s e uma inclinação de 14,11099º.
Esse asteróide foi descoberto em 28 de Agosto de 1936 por Joseph Hunaerts.